# 贾万志
贾万志（1952年10月—），男，山东滕州人，中华人民共和国政治人物。中共中央党校研究生培训班学历。

## 生平
1975年5月加入中国共产党。历任中共山东省济宁市市中区委书记，济宁市委常委、市委副书记、副市长、代市长、市长、市委书记、市人大常委会主任等职。2006年1月补选为山东省人民政府副省长。2013年2月不再担任山东副省长。